# 全能神教會
全能神教會（英語：Eastern Lightning，又稱東方閃電）是邪教组织，被中华人民共和国政府視爲邪教組織，梵蒂冈教廷同样定义为邪教组织。該教會以基督教作為基礎，宣稱信奉全能神的話語，並且收錄到著作《話在肉身顯現》一書中，並作為該教最主要宣教的書籍。到目前為止，不少基督教派將其視為異端，而中華人民共和國則在1995年起將此教會列為邪教。

## 历史
1989年，原“呼喊派”赵维山及一些成員離開“呼喊派”，於其家鄉哈爾濱成立“永源教会”（又稱「能力主」）。1991年永源教会被中國政府定为非法组织，并被查封，赵维山被通緝。
自1990年代该教會在中國大陸河南省建立以来，发展迅速，2004年，除西藏外，该教會在中国各省、直轄市、自治區均已建立教會。該教會信徒的數量無法準確確定，有媒體報導該教會的人數從萬人到數百萬之間。
1991年该教会被阿城政府定为非法组织，并被查封，赵维山抛弃同为呼喊派信徒的结发妻子付雲之，携范永玲和赵霞两情妇以及聚敛来的巨额财富外逃，赵维山被通緝。为躲避抓捕，赵维山从黑龙江逃到河南汝阳。在河南汝阳，他通过对一名精神障碍的女子——也就是被后来广为熟知的“女基督”杨向彬，进行精神控制，借她之口，建立了后来的全能神教会，以及全能神教会的全面控制。
2000年該教的教主赵维山抵達美國，並于2001年向美国政府申请政治庇護並得到批准，並在纽约设立了总部。
2009年1月，中華人民共和國官方媒體宣佈：雲南省江川县人民法院一審審理後，作出判決，判處當地該「邪教」組織團夥首犯有期徒刑四年零六个月。其餘眾同夥也被分別處以了不等的有期徒刑。
2012年12月，因宣揚“世界末日”言论，中国警方已抓捕超過1300名“全能神教会”的成员。其中，青海抓捕了400余名“全能神教会”人员；浙江抓捕了58名“全能神教会”组织人员，其中年龄最大的85岁，最小18岁。
除了在中國大陆外，該教會也活躍於香港、台灣、韓國、日本、美國、加拿大等20多個國家與地區。

## 2014年招远围殴女子致死案
2014年5月28日，山东招远一家麦当劳餐厅发生一起命案，一名就餐的女子遭到6名男女的疯狂殴打，其手段极其狠毒，被害人当场毙命。起因是以张立冬为首的六人为发展信徒派其女儿向餐厅裡的顾客要电话号码，当向该名女子索要电话号码未果而痛下毒手，行凶者大骂女子“恶魔”“永世不得超生”，此事引发轩然大波。六人中除一人因未达到刑事责任年龄另行处理外，其他五人因涉嫌故意杀人被刑事拘留。31日，招远警方发布消息，指六人皆为全能神教会成员，因发展成员未果而动手打人。全能神教會發文否认，指這六人並不是全能神教會成員。部分媒体认为在犯罪嫌疑人的供词中显示他与传统意义上的全能神教会不是同一个教会。
2014年8月21日，该案由山东省烟台市中级人民法院公开开庭审理。据悉，涉嫌故意杀人、利用邪教组织破坏法律实施罪的5名全能神教徒，共请了9名律师。其中未成年人张某1名，其他4人每人2名律师。该5人曾声称，就是“判了死刑，我们也不会死”。
2014年10月11日上午在山东烟台中院第一审判庭公开宣判，张帆、张立冬两人被判死刑，吕迎春被判无期徒刑，张航、张巧联分别被判处有期徒刑十年和七年，张航、张巧联在此前庭审中曾表示“认罪、悔罪”。据了解，张立冬（55岁）系张帆、张航（18岁）及张舵之父。
2014年10月14日，受害人的丈夫及其岳母于向烟台市人民检察院递交了抗诉申请，要求烟台市人民检察院对该案一审判决提出抗诉。二人认为，该案被告人吕迎春的判决量刑畸轻，应判处其死刑。2014年11月10日，受害人家属对媒体宣称，他们已经撤回了该抗诉申请，并称不想再谈论此事。

## 特点
該教會的传教目標主要是天主教會與基督教的平信徒和神父、牧師神職人員，以及原“被立王”，“主神教”，“门徒会”等教派成员，婦女亦是传教對象之一，受影響最多的是“小群”（团契、聚会所、召會等）的信徒，因为他们拿着“召會”的恢复本圣经、李常受的书籍，和自用材料做掩盖，诱骗信徒加入他们。有部分傳道人被該教會成功吸收，該教會也曾誘騙並囚禁牧師。該教會的人員通常会偽裝成「望教友」或「慕道友」，進行滲透教會和教區，包括參加其他教會的查經班、小組聚會、聚餐、加入基督教機構、入讀神學院等。并會發送宣傳單張、宗教手冊，內容多與末世有關。透過溫情攻勢進行探訪、電話關懷，對於被滲透的教會採取挑撥利誘、分化離間等製造嫌隙的手段，以及偽造神蹟欺騙信徒。若有不從，則會有踰越道德底線之事，包括言語恐嚇、色誘、下迷藥、囚禁、暴力傷害、殺害等。全能神教会设有“护法队”，殴打不愿入教或意图脱教的人，并要求入教者“发毒誓”，接受“神的教诲”。
據多份報章報導，該教會用流行歌曲的曲调（其中包括了台灣偶像團體S.H.E的《Super Star》一曲等）来进行传教活动。

## 组织体系
該教會组织管理体系以“祭祀”为首，从上至下分别为监察组、牧区(省级跨省)、区(地市)、小区(县、城市区)、教会(乡镇)、小组(或称排)6级，并相应设有13类职级。

## 教义
該教會创始人及许多成员源于呼喊派，其书籍中常用的一些宗教术语如「老宗教」、「老旧观念」、「吃喝神话」、「享受神的话」、「神的经营」、「撒旦性情」、「主就是那灵」、「圣灵工作的流」、「一班得胜者」、「六千年计划」、「灵说话」、「神的国度」、「完全透亮」、「主的恢复」等，明显他们阅读劳伦斯弟兄、盖恩夫人、倪柝声和李常受的著作。但全能神教神化教主的特征及其中心教义包括对基督教《圣经》的态度，却与正统基督教教义、倪柝声和李常受的教训相悖。

### 三大时代
该教會认为神的工作计划共六千年，分为三个时代完成。
- 律法时代：第一个时代是律法时代，神的名叫耶和华（開荒的工作），主要工作是颁布律法、诫命，带领人生活。耶和华作工的對象是以色列人，宗教是猶太教，标准是十诫，目的是使人類能夠正常的生活在地上。
- 恩典时代：第二个时代是恩典时代，神的名叫耶穌（撒種的工作），主要工作是赎罪。即耶稣藉着十字架犧牲自己，救贖的對象是全人類，宗教是基督宗教，标准是因信稱義，目的是结束律法时代。
- 国度时代：第三个时代是国度时代，神的名叫全能神（收割的工作），主要工作是最後的審判，宗教是全能神教會，标准是「敬畏神遠離惡」，救贖的對象是全人類，目的是结束恩典时代，作的是賞善罰惡的工作，將真心信神的人带入国度时代，把所有作恶多端的人打下撒但的地獄。

### 论三位一体
该教名词大都借用基督教，但同时又否认基督教的教义，认为三位一体是人的传统觀念，是不存在的。该教會接受的是在末世隐秘降临在中国的基督，即全能神。

### 论耶稣
他们认为四福音对耶稣的记载掺杂着很多人意，比如，族谱一事是有人意的參雜，耶穌是神，不應該有族譜，因為主耶穌說過“我實實在在地告訴你們，還沒有亞伯拉罕，就有了我。（約 8：58）”。但正统基督教神学认为耶稣是百分之百的神，也是百分之百的人，具备神人二性。
该教會认为“耶稣钉十字架是为了救赎罪人”，但是第一次道成肉身的神（耶稣）并没有将道成肉身的工作做完（仅完成了救赎），所以需要神第二次道成肉身来完成第一次没有完成的工作（征服人、潔淨人，成全人，战胜撒旦，带来国度时代）。

### 救恩論
该教會认为基督道成肉身、釘十字架所成就的救恩并不完整，好人壞人並存於世，不能區別善惡，所以化身為第二次道成肉身的“新基督”，才能将罪恶的人完全拯救出来，或者毀滅，罪惡與不罪惡的區別非常淺顯，信奉“新基督”者就是善人，「新基督」的工作是「审判」罪人，不信者都算是「反基督」，即將被投入永遠的地獄。

### 論聖經
該教認為聖經屬於是老舊的歷史記載書籍、為低和過時的道，例如因為有了"更新的說話、更新的工作"，因此聖經在現實沒有參考價值。若果把《舊約聖經》套用在"恩典時代"工作便是法利賽人，耶穌會定你的罪，若果一齊把《舊約聖經》和《新約聖經》到今天實行，為屬於聖靈的流以外的人行為，耶穌亦會定你的罪。
该教會援引《和合本圣经》提摩太后书3:16的括号中的小字（或作“凡　神所默示的圣经”）来教导人说，圣经中只有耶和華神說的話、先知傳達的神的話、主耶穌說的話、聖靈的說話、《啟示錄》神啟示約翰的話，才是直接從神來的，才是神的話，除此以外那些人的傳記、使徒的書信都是人的話，只代表個人的經歷與認識，並不代表神的話，更不能說成是神的啟示，聖經不是天啟，並且指出“圣经都是神所默示的”這句話是使徒保羅自詡自誇，根本不是神說的，不是神的話。他们说圣经对于以前的人们有一些指导意义，今天仍有部分参考意义，但现在最重要的是聆听“全能神”发表的新“真理”，即新的約卷──神話。
而在《詹姆士王钦定圣经》(KJV)中，《提摩太后书》第3章第16节的内容是“All scripture is given by inspiration of God”（即“圣经都是　神所默示的”），说明了作者保罗认为《圣经》里面所有的内容都是上帝所默示的。

### 作品
该教會文學作品有：《话在肉身显现》、《审判从神家起首》、《揭露解剖中國政府的謬論與惡行》、《神隐秘的作工》、《圣灵末世的工作》、《圣灵向众教会说话》、《在光中行走》、《神的说话与人的交通》、《基督的發表》（又称《羔羊展開的書卷》）、《吗哪》、《你听见神的声音了吗》、《認識神的聲音才能看見神的顯現》、《神在末世的发声》《为蒙拯救信神》、《新的发声》、《关于实行真理的交通与问题解答》等等。
该教會的诗歌集名為《跟随羔羊唱新歌》，分為兩部分：《神話語詩歌》和 《生命經歷詩歌》。

### 政治观点
该教认为当今中国大陆是一个没落的帝王大家庭，受大红龙（《圣经》本指魔鬼撒旦的化身，此指中共）支配，信徒要在神的率领下与大红龙展开决战，将大红龙灭绝，建立全能神统治的国度。

## 各方态度

### 中華人民共和國政府
全能神教会於1995年被中華人民共和國政府定為邪教。中華人民共和國政府稱，全能神教会有反人类、反社会、反动的恐怖行徑。此教指中國正受到大紅龍（暗指中国共产党）的統治，所以全能神教会的信徒要和大紅龍決戰，並且滅掉大紅龍，建立由全能神統治國。此外，中國政府表示，「全能神教会」組織在公安機關的嚴厲「防控」下改變方式，採取秘密行動及傳送假情報等不同的方式傳送反动信息。

### 国际媒体
英国《每日电讯报》2015年2月2日发表了驻北京记者马谦（Malcolm Moore）的报道，称全能神是中国最激进的邪教，并通过受害者彭先生和齐先生之口讲述了他们的妻子进入全能神后，渐渐不在乎家人，不在乎工作的变化，指出全能神对家庭和社会造成的危害。
美国《国际财经时报》2015年2月2日发表报道，介紹了5.28招遠案主犯被處決的情況，並藉此介紹了被中國政府定為邪教的全能教會的情況。
2017年7月29日，马来西亚媒体《太阳日报》（thesundaily.my）登载了中国浙江省警方抓获18名全能神邪教信徒的消息。《太阳日报》指出，全能神邪教以恐怖手段拉拢信徒而出名，并使善良的人们变得极端和疯狂。

### 基督教派
- 2013年，罗马教廷媒体“今日梵蒂冈”以一篇名为《东方闪电袭击中国教众天空》，称“全能神教会以暴力、诱拐、绑架等手段裹挟人”，向整个天主教世界发出防备全能神教会的警示。[48][49]
- 2013年，水流职事站发表《关于“全能神教”，“东方闪电”，“常受主派”，“呼喊派”等异端邪教盗用和混淆李常受圣工职事的严正声明》[50]。
- 2013年3月2日，基督教論壇報與台灣各新教教派針對全能神教會發布聯合聲明，称其为“邪教异端”，並刊登於台灣各大報。[51][52]
- 2013年10月20日，郭美江傳教時斥責東方閃電爲異端，稱其在臺灣擄去大量信徒。[53]
- 2014年，台湾中华基督教两岸交流协会副理事长欧阳家立向新華社記者介绍，“全能神教会”进入台湾时间不短，近年来积极对台湾的基督教会进行渗透，用金钱女色引诱神职人员，诱骗拉拢教众。[54]
- 2014年，中国基督教协会、中国基督教三自爱国运动委员会发表声明，题为“中国基督教两会反对“全能神”邪教的公开信”。[55]